# Dorothéa
Dorothéa (Dorothea) är en ort i Grekland.   Den ligger i prefekturen Nomós Péllis och regionen Mellersta Makedonien, i den norra delen av landet, 400 km norr om huvudstaden Aten. Dorothéa ligger 131 meter över havet och antalet invånare är 564.
Terrängen runt Dorothéa är varierad.Runt Dorothéa är det ganska glesbefolkat, med 21 invånare per kvadratkilometer. Närmaste större samhälle är Aridaía, 2,4 km söder om Dorothéa. Trakten runt Dorothéa består till största delen av jordbruksmark.